# Confort termic
Confortul termic este starea de spirit care exprimă satisfacția față de mediul termic și este evaluată prin o evaluare subiectivă. Corpul uman poate fi privit ca un motor termic în care alimentele reprezintă energia de intrare. Corpul uman va genera exces de căldură în mediu, astfel încât corpul poate continua să funcționeze. Transferul de căldură este proporțional cu diferența de temperatură. În medii reci, corpul pierde mai multă căldură în mediul înconjurător, iar în medii fierbinți corpul nu exercită suficientă răceală. Atât scenariile fierbinți, cât și cele reci, duc la disconfort. Menținerea acestui standard de confort termic pentru ocupanții clădirilor sau alte incinte este unul dintre obiectivele importante ale inginerilor de proiectare încălzire, ventilație și aer condiționat(HVAC). Majoritatea oamenilor se vor simți confortabil la temperatura camerei, în mod obișnuit la o temperatură cuprinsă între 20 și 22 °C , dar acest lucru poate varia foarte mult între indivizi și în funcție de factori cum ar fi nivelul activității, îmbrăcăminte și umiditate.